# San Felipe (Venezuela)
San Felipe é uma cidade e a capital do Estado de Yaracuy, na Venezuela.